# Сундук (мультфильм, 2000)
«Сундук» — российский короткометражный кукольный мультфильм-сказка 2000 года, снятый Сергеем Косицыным на киностудии «Союзмультфильм». Входит в цикл кукольных мультфильмов «Кто, кто в теремочке живёт».

## Сюжет
Обитатели теремка пытаются открыть большой кованный сундук, предположительно с золотом. В этом деле им помогает комар.

## Создатели
- Сценарист, режиссёр, мультипликатор: Сергей Косицын[3]
- Художники-постановщики: Сергей Косицын[3], Марина Курчевская[4]
- Оператор: Вадим Прудников
- Продюсер: Эрнест Рахимов[5]
- Композитор: Резо Чиринашвили
- Звукорежиссёры: Владимир Орёл[6], В. Фролов

## Роли озвучивали
- Татьяна Шатилова — комар-пискун
- Ирина Муравьёва[7] — лиса
- Людмила Гнилова — мышка, лягушка, зайчик
- Александр Леньков[8] — волк, ёжик
- Сергей Косицын[3]

## Технические данные
- Тип: кукольный[1]
- Возрастной рейтинг: 0+[2]
- Цветность: цветной[1]
- Длительность: 10 минут[1]
- Киностудия: Союзмультфильм[1]
- Прокатное удостоверение: №11400700 от 22 ноября 2000 года[2]

## Фестивали
- Мультфильм участвовал в конкурсной программе фестиваля Таруса в 2001 году[9].